# Society of Biblical Literature
Society of Biblical Literature (SBL), fondată în 1880 ca Society of Biblical Literature and Exegesis, este o societate educațională americană dedicată studiului academic al Bibliei și literaturii antice conexe. Misiunea ei actuală este de a „promova cercetarea biblică”. Calitatea de membru poate fi obținută de oricine și este deținută de peste 8.500 de persoane din peste 80 de țări. În calitate de organizație științifică, SBL a fost membru fondator al American Council of Learned Societies în 1929.

## Istoric
Cei opt fondatori ai The Society of Biblical Literature and Exegesis s-au reunit pentru prima dată în ianuarie 1880 pentru a purta discuții cu privire la noua societate în biroul profesorului Philip Schaff din New York. În luna iunie, grupul a avut prima întâlnire anuală, la care au participat optsprezece persoane. Membrii noii societăți au elaborat un statut și au purtat discuții cu privire la tipărirea mai multor ziare. Cuantumul cotizației de membru a fost stabilit la trei dolari. Până la sfârșitul anului, numărul membrilor a crescut la patruzeci și cinci. The Journal of Biblical Literature (JBL) a fost lansat în anul următor.
SBL nu a fost prima asociație din America de Nord dedicată studiilor biblice, dar a fost prima asociație interconfesională. Printre membrii fondatori ai SBL s-a aflat și un unitarian, Ezra Abbott. Dezvoltarea societății a avut loc în paralel cu creșterea interesului pentru studiile referitoare la istoria antică a Orientului Apropiat.

## Conducere
Gale A. Yee a fost ales ca vicepreședinte al Society of Biblical Literature în 2018 și va deveni președinte al organizației în 2019.

## Publicații
Society of Biblical Literature a publicat revista academică Journal of Biblical Literature din 1881. În plus, ea publică revista Review of Biblical Literature, precum și cărți sub marca SBL Press.
The SBL Handbook of Style este un manual de stil pentru studii biblice, pentru studii referitoare la creștinismul timpuriu și la istoria antică a Orientului Apropiat. The SBL Handbook of Style recomandă un format standard pentru abrevierea surselor primare referitoare la studiile biblice, de istorie a creștinismului timpuriu și de istorie antică a Orientului Apropiat. The Chicago Manual of Style (ed. a 16-a) apelează la autorii The SBL Handbook „pentru îndrumări”. The Student Supplement poate fi descărcat de pe Internet și conține, de asemenea, recomandări privind standardele de transliterare.
În anul 2011 societatea a primit un grant de 300.000 de dolari din partea National Endowment for the Humanities pentru a crea Biblia Odyssey, un site interactiv, care oferă publicului informații biblice scrise de exegeți.

## Legături externe
- SBL Handbook of Style (Google Books)
- Official website
- Society of Biblical Literature in the American Council of Learned Societies directory. Updated 15 septembrie 2008.
- Bible Odyssey Website